# Слот
Слот је култни руски алтернативни рок бенд из Москве, основан 2. фебруара 2002. године. Тренутни састав: Дарије Ставрович (вокал), Игор Лобанов (вокал), Сергеј Боголиубскии (гитара, аранжмани), Никита мрави (бас гитара), Василиј Горшков (бубњеви). Од формирања бенда објавио 7 студијских албума, Албум 2 ремикса, ЕП 2, концертни DVD, снимио 20 синглова и више албума.

## Историја групе
Групу је основао Игор Лобанов заједно са Сергејем Боголиубски и Денисом Ламеом. Први албум групе, Слот 1, објављен је 2003. године. Женски вокал на албуму припада ТЕКА "Тека" Долникова. Генерално, албум је добио неуједначене критике, али критичари су приметили да група има јасан потенцијал. Међутим, у тој години Теона Долникова је напустила тим, а годину дана касније је групу напустио један од оснивача - гитариста Денис Ламе и бубњар Алекс. Снимљен је други албум групе Два рата, који је објављен 2006. године. 
Исте године објављен је трећи албум Тринити, звук који је направљен у стилу ну-метала. Једна од нумере била је насловна верзија песме "Улица ружа" групе "Ариа". Албум је добио одобрење музичких критичара. Две године касније, пуштен је четврти албум Заувијек, у чијем је снимку учествовао Сергеј Маврин. Продуцент тог албума, такође као и претходног, је био Кирилл Немолиаев. Исте године групу је поново напустио басиста, на његово мјесто долази млади Никита "НиКсоН" Симонов. 
У марту 2011. снимљен је снимак "Убиј ме баби још једном". Режија: Свиатослав Подгаевски. У 2013. години објављен је албум Шест, који је финансиран преузимањем. Годину дана касније, група напушта Никиту Симонову, на месту где долази Никита Муравјев
У 2015. години је био мини албум Бои !. Исте године је напустио бенд Кирил Качанов, који се одржава Василиј Горшков (ек-АКАДО, ек-Колосеум ) У фебруару 2016, долази седми студијски албум би Септим

## Албуми
- Слот 1
- 2006 2 Ратови
- 2007 Тринит
- 2009 4евер
- 2010 Најбоље од ...
- 2011 Прекрши код
- 2011 Ф5
- 2013 Шесто
- 2016 Септима